# Chapelle des Ursulines (Vannes)
Pour les articles homonymes, voir Chapelle des Ursulines.
La chapelle des Ursulines ou chapelle de la Saint-Famille est une chapelle, anciennement vouée au culte catholique romain, située dans la commune française de Vannes dans le Morbihan. 

## Localisation
La chapelle est située au 3 rue Thiers,, dans l'enceinte du collège-lycée Saint-François-Xavier.

## Historique
La chapelle, placée sous le vocable de la Sainte Famille, est construite entre 1688 et 1690 pour desservir le couvent des Ursulines. Ce couvent est construit entre 1627 et 1670 pour accueillir une communauté de religieuses en provenance de Tréguier. Le couvent, sauf la chapelle et la sacristie, est vendu à M. Mocquart à al Révolution. L'évêque de Vannes, Mgr Mayneaud de Pancemont, érige un oratoire dans la chapelle en 1802.
Du couvent, brûlé en 1949 et largement rebâti, ne subsiste que cette chapelle, transformée en bibliothèque sur deux niveaux,. Seule la façade a d'ailleurs conservé son aspect du XVIIe siècle.
La chapelle fait l'’objet d’un classement au titre des monuments historiques depuis le 26 juillet 1988.

## Architecture
La façade de la chapelle est bâtie en granite, pour sa partie inférieure, et en tuffeau, pour sa partie supérieure. La façade porte l'inscription latine Sacrae Familiae, 1690, confirmant sa dédicace et son année de construction.